# رشيد بخاري
رشيد بخاري (19 يوليو 1983) لاعب كرة قدم بحريني معتزل كان يجيد اللعب في مركز حارس المرمى. يتولى حاليا منصب مدرب حراس مرمى الفئات السنية في المنتخب الوطني من 2015.